# Поргера
Поргера (англ. Porgera Gold Mine) — золоторудне родовище в Папуа Новій Гвінеї, що за запасами являє собою об'єкт світового класу.

## Загальна інформація
Родовище відноситься до епітермального типу. Воно виявлене у термічно метаморфізованих вікладеннях крейдової формації Чім (Chim) та пов’язаного з нею діоритового інтрузивного комплексу Поргера міоценового віку. 
У 1938 році вперше офіційно повідомили про алювіальні прояви золота в цьому районі, а в 1948 році перші геологічні дослідження відстежили джерело в районі пагорба Варуварі. У 1964 і 1966 роках компанія Bulolo Gold Dredging Ltd. (опікувалась рудником Булоло) виконала програму картографування, відбору проб  і неглибокого алмазного буріння, а через два роки з тією з метож тут працювала Mount Isa Mines (MIM, найбільш відома як власник гігантського австралійського поліметалічного рудника Маунт-Айза). У 1969 році компанія Anaconda Australia Inc. пробурила шість свердловин у Варуварі та одну в Рамбарі. У 1970 році компанії MIM та Ada Explorations Pty. Ltd. розпочали обмежену діяльність з розробки алювіальних золотоносних проявів, а також заклали два штольні були у Варуварі та одну в Рамбарі.

## Розробка
Станом на початок XXI століття Поргера входить у число 10 найбільших золотоносних родовищ, що експлуатуються у світі. У 1998 році видобуток Au (в дужках Ag) становив (в кг): 22606 (2849), у 2009 році видобуток Au (в дужках Ag) становив (в кг): 17810 (2947).